# Skalnisty Żleb

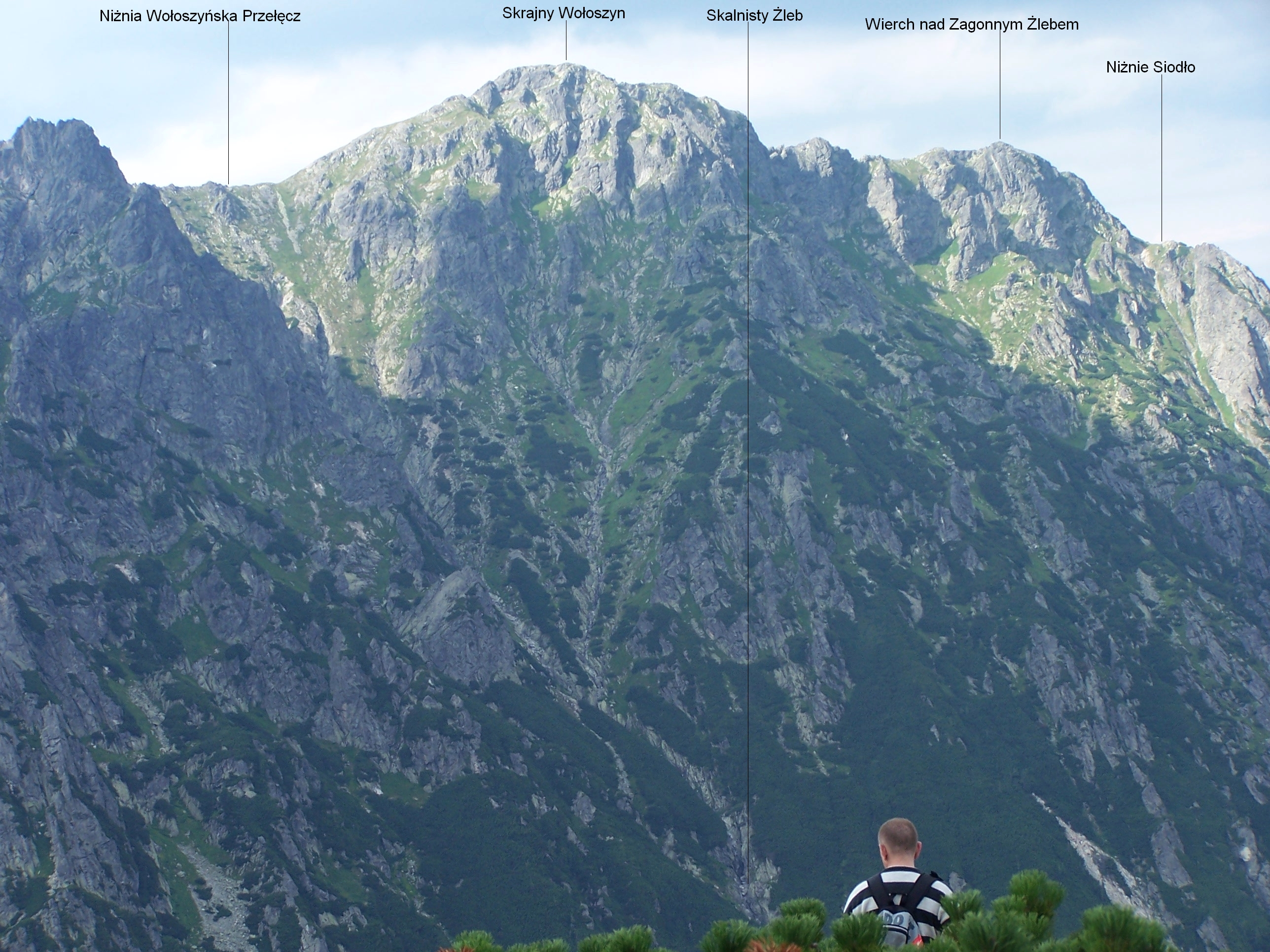
Widok ze Świstowej Czuby

Skalnisty Żleb – żleb w masywie Wołoszyna w polskich Tatrach Wysokich. Opada spod Niżniej Wołoszyńskiej Przełęczy (2036 m) do środkowej części Doliny Roztoki, poniżej polanki Nowa Roztoka. Posiada dwie główne odnogi, jedna z nich wcina się w południowo-wschodnie stoki Pośredniego Wołoszyna, druga w południowo-zachodnie stoki Skrajnego Wołoszyna. Wylot żlebu przekracza ścieżka szlaku turystycznego wiodącego dnem tej doliny. Żleb jest bardzo stromy. Około 100 m powyżej ścieżki szlaku turystycznego w Skalnistym Żlebie znajduje się 40 metrowy, płytowy próg skalny.
Znajduje się na obszarze ochrony ścisłej i jest niedostępny dla turystów i taterników.

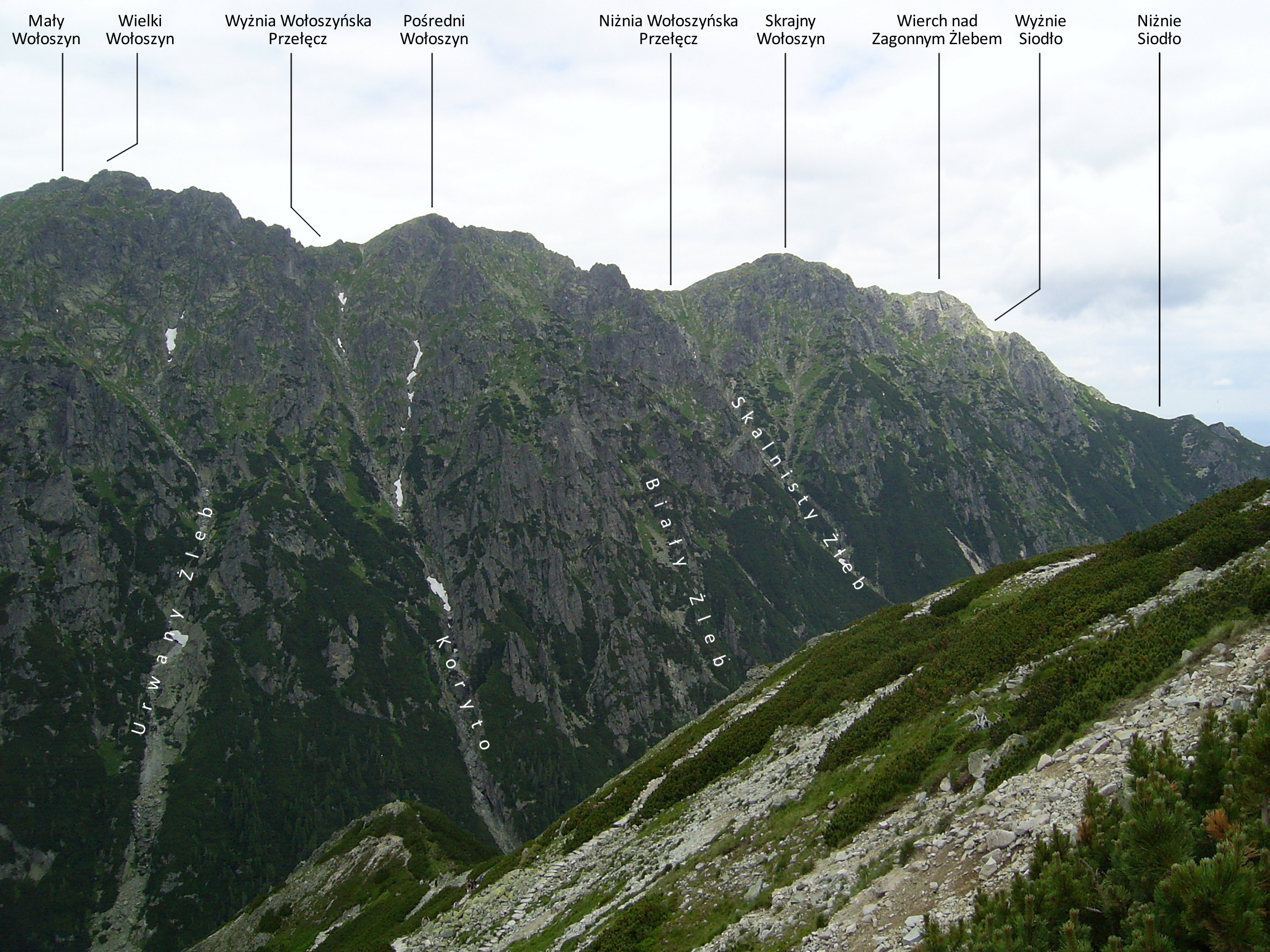
Widok ze Świstowej Czuby